# NGC 7767
NGC 7767 é uma galáxia espiral (S0-a) localizada na direcção da constelação de Pegasus. Possui uma declinação de +27° 05' 12" e uma ascensão recta de 23 horas, 50 minutos e 56,5 segundos.
A galáxia NGC 7767 foi descoberta em 9 de Outubro de 1872 por Ralph Copeland.